# Fyripláka
Fyripláka (Fyriplaka) är en strand i Grekland.   Den ligger i prefekturen Kykladerna och regionen Sydegeiska öarna, i den sydöstra delen av landet, 160 km söder om huvudstaden Aten. Fyripláka ligger på ön Milos Island.